# Muira Puama
Muira Puama (Ptychopetalum olacoides), ordinul Santalales, familia Olacaceae, denumit și „arborele virilității” este un arbore mic înalt de 1-2 m, din America de Sud.
Muira Puama este un arbust care poate crește și până la 5 m înălțime. Este răspândit în sudul și sud-vestul Paraguayului, zonele muntoase din Columbia și în special în bazinul fluviilor Amazon, Rio Negro și Orinoco. Se poate recunoaște ușor după coaja slab colorată  în roz. Are rădăcina negricioasă (galbenă in interior), tare și rezistentă. Frunzele sunt ovale lanceolate, inflorescența ca un ciorchine.
Florile mici și albe au un miros puternic, înțepător, asemănător iasomiei. Coaja și lemnul sunt considerate de secole ca fiind unele dintre cele mai bune medicamente ale indienilor sud-americani. Lemnul său foarte tare este renumit ca „lemn al potenței” fiind comparat cu yohimbe.

## Utilizări
Muira Puama conține diferiți esteri, rășini, substanțe amare și sitosterină, glucozid, un principiu amar, o rezină, lipide, precum și muirapuamină, un alcaloid, utilizat de către amerindieni datorită efectului afrodiziac și ca remediu contra impotenței masculine. Rădăcina și fructele de muira puama mai conțin acizi grași esențiali, lupeol, uleiuri volatile și taninuri.
În Europa este folosit din anul 1930 și a devenit un popular supliment nutritiv pentru tratarea disfuncției erectile. A fost demonstrat a avea un efect la fel de eficace ca yohimbina, fără efecte adverse.
Muira Puama este folosit și la tratamentul afecțiunilor neuromusculare, a gripei și problemelor menstruale, tulburărilor gastro-intestinale, stres, poate îmbunătăți concentrarea mentală, precum și în prevenirea apariției calviției. De asemenea, este benefic și pentru a trata cazurile ușoare de epuizare.